# Compsaditha gressitti
Compsaditha gressitti är en spindeldjursart som beskrevs av Beier 1957. Compsaditha gressitti ingår i släktet Compsaditha och familjen Tridenchthoniidae. Inga underarter finns listade i Catalogue of Life.